# Arbatan (Şərur)
Arbatan è un comune dell'Azerbaigian situato nel distretto di Şərur.